# Wheaton-Glenmont (Maryland)
Wheaton-Glenmont era un lugar designado por el censo (en inglés, census-designated place, CDP) ubicado en el condado de Montgomery, Maryland, Estados Unidos.
Para el censo de 2010 fue disuelto y separado en dos CDP independientes: Glenmont y Wheaton.

## Geografía
Estaba ubicado en las coordenadas 39°3′13″N 77°3′33″O / 39.05361, -77.05917.

## Demografía
Según la Oficina del Censo, en 2000 los ingresos medios de los hogares eran de $59,211 y los ingresos medios de las familias eran de $62,295. Los hombres tenían unos ingresos medios de $39,064 frente a los $32,578 para las mujeres. Los ingresos per cápita eran de $23,927. Alrededor del 8.5% de la población estaba por debajo del umbral de pobreza.